# 타이즈주
타이즈주(아랍어: تعز)는 예멘 남서부에 위치한 주로, 주도는 타이즈이며 인구는 2,393,425명(2004년 기준), 면적은 11,573km2이다.
홍해와 맞닿아 있고 내륙 지방에는 해발 3,000m를 넘는 산지가 발달했으며 항구 도시인 모카는 원두커피의 원산지로 알려져 있다. 평지는 건조 기후를 띠며 산악 지대는 연간 강수량이 1,000mm 이상에 달할 정도로 비가 많이 내린다. 이 때문에 목화와 수수, 참깨 뿐만 아니라 망고와 커피 재배도 활발한 편이다. 타이즈는 1948년부터 1962년까지 예멘 왕국의 수도였으며 무역 등 상업 활동도 활발하다.